# Leonardo V Tocco
Leonardo V Tocco (1591-24 de enero de 1641) fue el déspota titular de Epiro y conde palatino de Cefalonia y Zacinto desde la muerte de su padre Francesco Tocco en 1596 hasta su propia muerte en 1641. Además de tener derechos titulares sobre señoríos en Grecia, Leonardo también era el señor de Refrancore en Montferrato, Italia, así como Apice y Tinchiano, que compró en 1639. A la muerte de Leonardo, sus derechos y títulos fueron heredados por su hijo, Antonio Tocco.

## Biografía
Leonardo V Tocco era hijo de Francesco Tocco, déspota titular de Epiro y conde palatino de Cefalonia y Zacinto, y de la noble italiana Veronica Malaspina. Leonardo fue bautizado el 2 de junio de 1591 en Alessandria. Además de heredar los derechos de su padre sobre tierras en Grecia, Leonardo también heredó su condición de patricio de Venecia y señor de Refrancore en Montferrato.
El 28 de noviembre de 1613, Leonardo se casó con Francesca Pignatelli, hija del patricio napolitano Cesare Pignatelli. Evidentemente vivieron juntos en Nápoles, dado que allí nacieron todos sus hijos, desde 1615 hasta 1631. El compositor napolitano contemporáneo Oddo Savelli Palombara dedicó uno de sus sonetos, sobre las guerras entre italianos y otomanos, a Leonardo.
En 1639, Leonardo amplió las propiedades de su familia en Italia comprando los feudos de Apice y Tinchiano por 43 433 ducados, 1 tari y 13 grana. Murió el 24 de enero de 1641 en Roma.

## Matrimonio y descendencia
Con su esposa Francesca, Leonardo V tuvo doce hijos:
- Carlo Tocco (6 de enero de 1615-10 de julio de 1630), el hijo mayor, murió a la edad de quince años.[7]
- Cesare Tocco (16 de enero de 1616-¿?), hijo que murió en la infancia.[7]
- Ippolita Veronica Tocco (15 de junio de 1617-¿?), la hija mayor, se convirtió en monja benedictina en Nápoles en 1633, viviendo bajo el nombre de 'hermana Verónica' en el monasterio de Santa Patrizia.[8]
- Antonio Tocco (16 de agosto de 1618-5 de marzo de 1678), el hijo mayor vivo en el momento de la muerte de Leonardo y, por lo tanto, heredero de sus derechos y títulos.[8]
- Giovanni Battista Tocco (10 de mayo de 1620-¿?), hijo que fue nombrado rector de la iglesia de San Marco en Apice, designado por el arzobispo de Benevento el 24 de agosto de 1626. Dejó sus funciones en Apice el 7 de noviembre de 1637.[9]
- Ippolita Maria Tocco (22 de mayo de 1621-¿?), hija que se convirtió en monja benedictina en Nápoles en 1642, residiendo en el mismo monasterio que su hermana Ippolita Veronica, bajo el nombre de 'sor Maria Arcangela'.[10]
- Giuseppe Tocco (¿?-3 de enero de 1662), hijo, se casó con Girolama Carafa, hija de un patricio napolitano,[10] con quien tuvo dos hijas, Francesca y Dorotea.[11]
- Maria Francesca Tocco (18 de septiembre de 1624-¿?), hija que se convirtió en monja franciscana en Nápoles en 1645, residiendo en el monasterio de Capuccinelle con el nombre de 'hermana María'.[10]
- Eleonora Tocco (25 de diciembre de 1625-¿?), hija que murió en la infancia.[10]
- Cesare Tocco (18 de octubre de 1627-¿?), hijo que murió en la infancia.[10]
- Cesare Tocco (18 de junio de 1629-¿?), hijo que murió en la infancia.[10]
- Teresa Tocco (22 de septiembre de 1631-¿?), hija que se convirtió en monja benedictina en Nápoles en 1648, que residió en el mismo monasterio que sus hermanas Ippolita Veronica e Ippolita Maria, bajo el nombre de 'sor Maria Caterina'.[10]